# Soccer Aid
Il Soccer Aid è un evento benefico organizzato in Inghilterra dal 2006 con frequenza biennale, allo scopo di destinare fondi per i programmi di sviluppo dell'UNICEF in Asia, Africa e Sud America. La manifestazione prevedeva una partita di calcio tra alcune stelle del calcio e personalità internazionali (formanti la squadra del Resto del Mondo) e una rappresentativa di calciatori e personaggi famosi inglesi, che componevano la squadra dell'Inghilterra. La manifestazione si tenne il 27 maggio 2006, fu ripetuta con successo il 7 settembre 2008, arrivando a raccogliere complessivamente oltre 3 milioni di sterline (2 milioni di sterline nel 2006 e 1 milione e 140 000 sterline nel 2008), ed ancora il 6 giugno 2010 e il 27 maggio 2012. I fondatori dell'iniziativa, Robbie Williams e Jonathan Wilkes, fecero parte della rappresentativa britannica nella prima edizione dell'evento (nella seconda scese in campo il solo Wilkes).

## Edizione 2006
L'evento si tenne dal 22 al 27 maggio 2006 secondo il seguente calendario:
- 22 maggio 2006 – Inizio della manifestazione: il Resto del Mondo sconfigge l'Inghilterra in una gara di Shoot-out
- 23 maggio 2006 – Sfida: Inghilterra 1-0 Leggende Inglesi (giocato al Craven Cottage di Londra)
- 24 maggio 2006 – Sfida: Resto del Mondo 3-7 Leggende Scozzesi (giocato al Craven Cottage di Londra)
- 25 maggio 2006 – Il Resto del Mondo sconfigge l'Inghilterra in un Quiz sul calcio.
- 26 maggio 2006 – Gli allenatori annunciano le formazioni titolari per il giorno seguente.
- 27 maggio 2006 – Match Clou del Soccer Aid: Inghilterra 2-1 Resto del Mondo (giocato all'Old Trafford di Manchester), davanti a 71.962 spettatori.

Le Sfide si giocarono nell'arco di 60 minuti, mentre l'evento principale ebbe la classica durata di 90 minuti.
L'Inghilterra sconfisse il Resto del Mondo con le reti siglate da Les Ferdinand e Jonathan Wilkes: in vantaggio di due reti, un fallo di mano all'interno dell'area di rigore del musicista David Gray portò alla concessione di un calcio di rigore trasformato da Diego Maradona. A fine partita, al cofondatore Wilkes fu assegnato il premio di Miglior giocatore dell'evento (man of the match).

### Squadra inglese
Il team inglese era diretto dall'ex allenatore della Nazionale Inglese Terry Venables, assistito da David Geddis e Ted Buxton. La squadra originale prevedeva 16 giocatori, alla quale si aggiunse successivamente Bryan Robson. Parte dei giocatori, specialmente Angus Deayton, aveva già avuto esperienza in match di questo genere nel mese precedente, quando a Reading (nel Berkshire) fu giocata una partita chiamata Inghilterra vs Germania: Le Leggende vinta dai tedeschi per 4-2. Nessuno dei giocatori facenti parte delle squadra inglese subì infortuni.

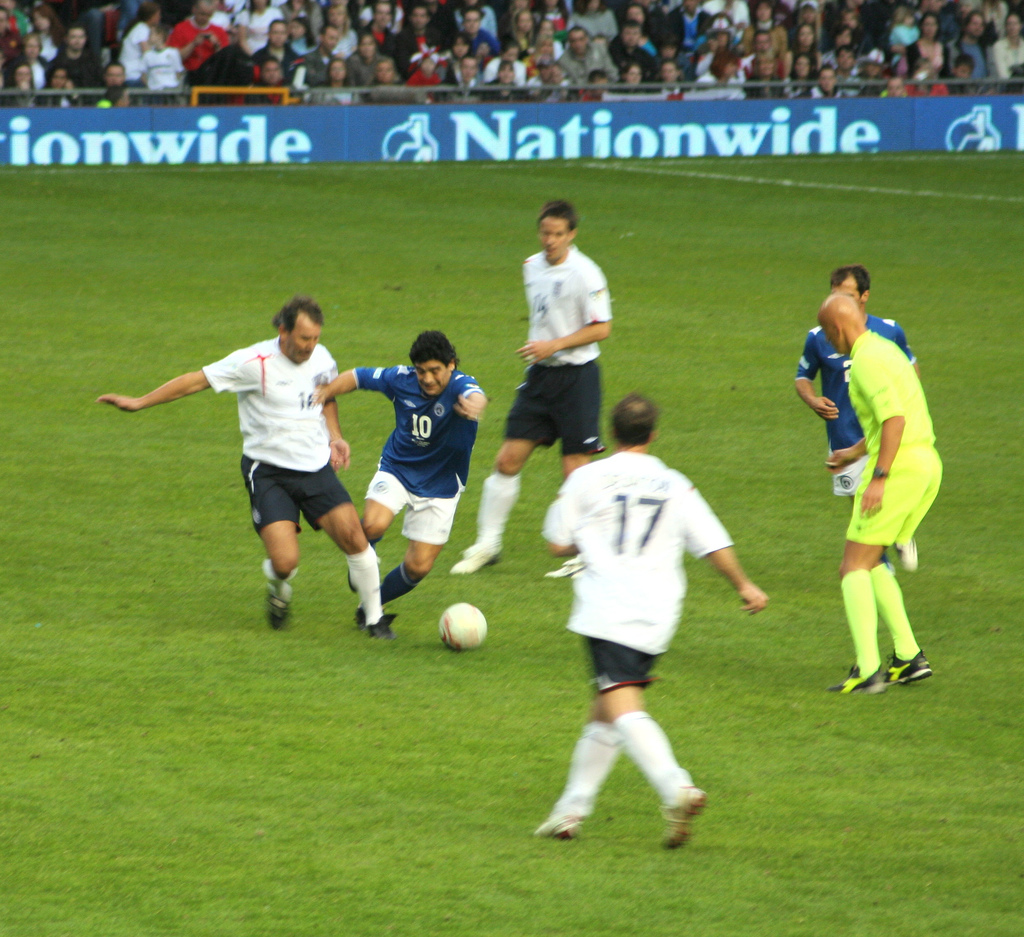
Diego Maradona durante il Soccer Aid del 27 maggio 2006

Celebrità
- Rupert Penry-Jones
- Robbie Williams (c)
- David Gray
- Jamie Theakston
- Bradley Walsh
- Jonathan Wilkes
- Ben Shephard
- Ronnie O'Sullivan
- Damian Lewis
- Angus Deayton
- Dean Lennox Kelly

Leggende
- David Seaman
- Tony Adams
- Paul Gascoigne
- Jamie Redknapp
- Les Ferdinand
- John Barnes
- Bryan Robson
- Graeme Le Saux

### Resto del Mondo
Il Resto del Mondo era diretto da Ruud Gullit, con Gustavo Poyet come assistente. La squadra originale contava 16 giocatori e fu integrata in corso dall'aggiunta di Diego Armando Maradona. Anche in questa squadra in diversi, specie Lothar Matthäus, avevano già partecipato al match tra leggende di Inghilterra e Germania giocato il mese precedente. Al contrario degli inglesi, la squadra del Resto del Mondo subì diversi infortuni e problemi dell'ultimo minuto. Il capitano Gordon Ramsay si infortunò ad una gamba durante la preparazione all'evento e fu in dubbio per l'evento principale; Desailly, Matthäus, Schmeichel e Ginola arrivarono 2-3 giorni prima della partita, mentre Maradona si unì al gruppo solo il giorno prima dell'evento. Inoltre, anche Craig Doyle e Brian McFadden si infortunarono, portando sia Ruud Gullit che Gustavo Poyet a scendere in campo anche se inizialmente non previsto.
Celebrità
- Gordon Ramsay (c)
- David Campese
- Patrick Kielty
- Eddie Irvine – sostituito da  Gareth Thomas
- Ben Johnson
- Sergei Fedorov
- Brian McFadden
- Alastair Campbell
- Craig Doyle
- Alessandro Nivola
- Michael Greco

Leggende
- Gianfranco Zola
- Marcel Desailly
- David Ginola
- Dunga
- Lothar Matthäus
- Peter Schmeichel
- Diego Maradona
- Ruud Gullit
- Gustavo Poyet

### Altri partecipanti
La partita fu arbitrata dall'italiano Pierluigi Collina, considerato il migliore arbitro di calcio di sempre.

### Partita principale
| Arbitro: | Collina |

| |            | |
| Ferdinand 14’ Wilkes 20’ | Marcatori  | 75’ (rig.) Maradona |
| · 45’ Seaman · Gray · 85’ Williams · Adams · Shephard · Lewis · Wilkes · 55’ Gascoigne · 55’ Walsh · 52’ Ferdinand · 64’ Kelly · A disposizione: · 45’ Theakston · 85’ Barnes · 55’ Le Saux · 55’ Redknapp · 52’ Deayton · 64’ Robson | Formazioni | · Schmeichel 45’ · Doyle 45’ · Desailly · Matthäus 45’ · Greco · McFadden 8’ · Campbell 45’ · Nivola · Fedorov · Ramsay 11’ · Maradona · A disposizione: · Kielty 45’ · Johnson 45’ · Dunga 45’ 73’ · Poyet 73’ · Thomas 8’ · Ginola 45’ 55’ · Gullit 55’ · Zola 11’ |
| Venables | Allenatori | Gullit |

## Edizione 2008
L'evento si tenne il 7 settembre 2008. A differenza della prima edizione, il cofondatore Robbie Williams non poté scendere in campo a causa di un problema al ginocchio. Poco prima del calcio d'inizio, il tenore Jonathan Ansell cantò la famosa romanza Nessun Dorma, mentre i giocatori vennero introdotti e presentati da Sir Geoff Hurst. A fine partita, il premio di Miglior giocatore dell'evento (man of the match) fu assegnato all'inglese Craig David. Anche questa volta la partita fu vinta dall'Inghilterra che, sotto di due reti, riuscì a ribaltare il risultato negli ultimi minuti del match.

### Squadra inglese
Gli inglesi erano diretti da Harry Redknapp, con Bryan Robson come assistente. Rispetto all'edizione precedente, si aggiunsero il cantante Craig David e i calciatori Alan Shearer e Teddy Sheringham.

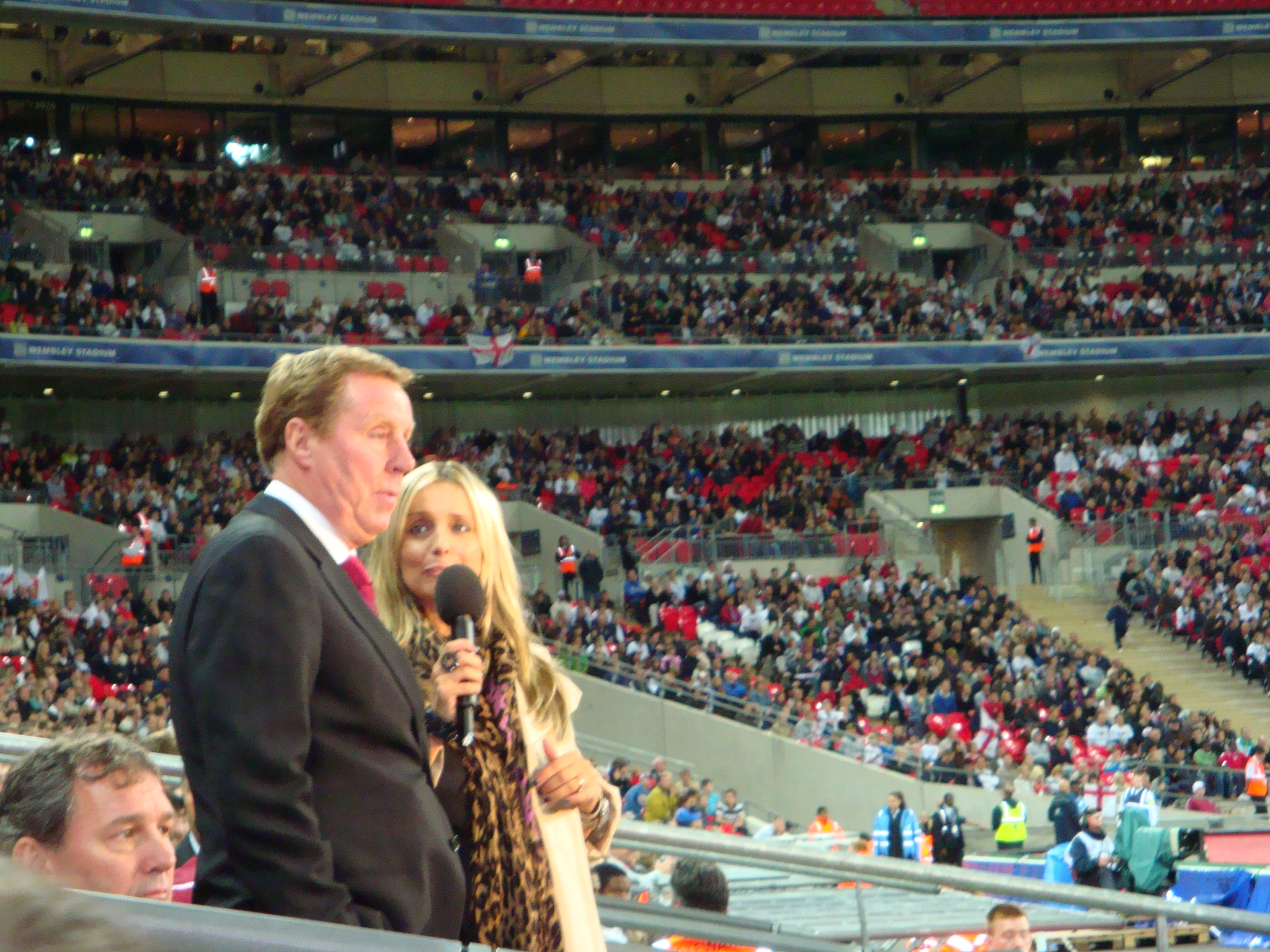
Harry Redknapp durante il Soccer Aid del 2008

Celebrità
- Ben Shephard
- Jamie Theakston
- Kyran Bracken
- Jonathan Wilkes
- Gareth Gates
- Tom Felton
- Danny Jones
- Craig David
- Chris Fountain
- Angus Deayton
- Hugo Speer

Leggende
- Alan Shearer
- Jamie Redknapp
- Teddy Sheringham
- David Seaman
- Graeme Le Saux
- Des Walker

### Resto del Mondo
Il Resto del Mondo era guidato da Kenny Dalglish, mentre l'assistente-giocatore era Ian Rush. Nessuna delle leggende partecipanti alla prima edizione fu presente in questa: anche Peter Schmeichel, l'unico che avesse confermato la sua presenza, fu infatti sostituito dal brasiliano Cláudio Taffarel durante la preparazione del match.
Celebrità
- Gordon Ramsay
- Brian Lara
- Nicky Byrne
- Kenny Logan
- Patrick Kielty
- Alastair Campbell
- Gethin Jones
- Rodrigo Santoro
- Santiago Cabrera
- Gilles Marini
- Brian McFadden

Leggende
- Franco Baresi
- Jaap Stam
- Paolo Di Canio
- Romário
- Luís Figo
- Peter Schmeichel – sostituito da  Cláudio Taffarel
- Ian Rush

### Altri partecipanti
La partita fu arbitrata da Pierluigi Collina, che già aveva diretto il match precedente nel 2006. Durante il primo tempo, l'italiano fu colpito da un infortunio e sostituito dall'arbitro scozzese Hugh Dallas.

### Partita principale
| Arbitro: | Collina |

| |            | |
| Sheringham Shearer (rig.) Shearer Wilkes | Marcatori  | Di Canio Marini Di Canio |
| · 45’ Seaman · 43’ Deayton · 15’ Walker · Shephard · 45’ Fountain · Jones · Wilkes · Redknapp · 45’ 74’ David · Shearer · Sheringham · A disposizione: · 45’ Theakston · 43’ Bracken · 13’ Le Saux · 55’ 81’ Gates · 45’ 74’ Speer · 81’ Felton | Formazioni | · Taffarel 45’ · Jones · Stam · Ramsay 9’ · Cabrera · Di Canio · Figo 45’ · Logan 65’ · Byrne · Marini 60’ · Romário 81’ · A disposizione: · Kielty 45’ · Lara 9’ · Baresi 45’ 81’ · McFadden 65’ · Santoro 60’ · Rush 81’ · Alastair Campbell 81’ |
| Redknapp | Allenatori | Dalglish |